# پلیس‌های کی‌استون

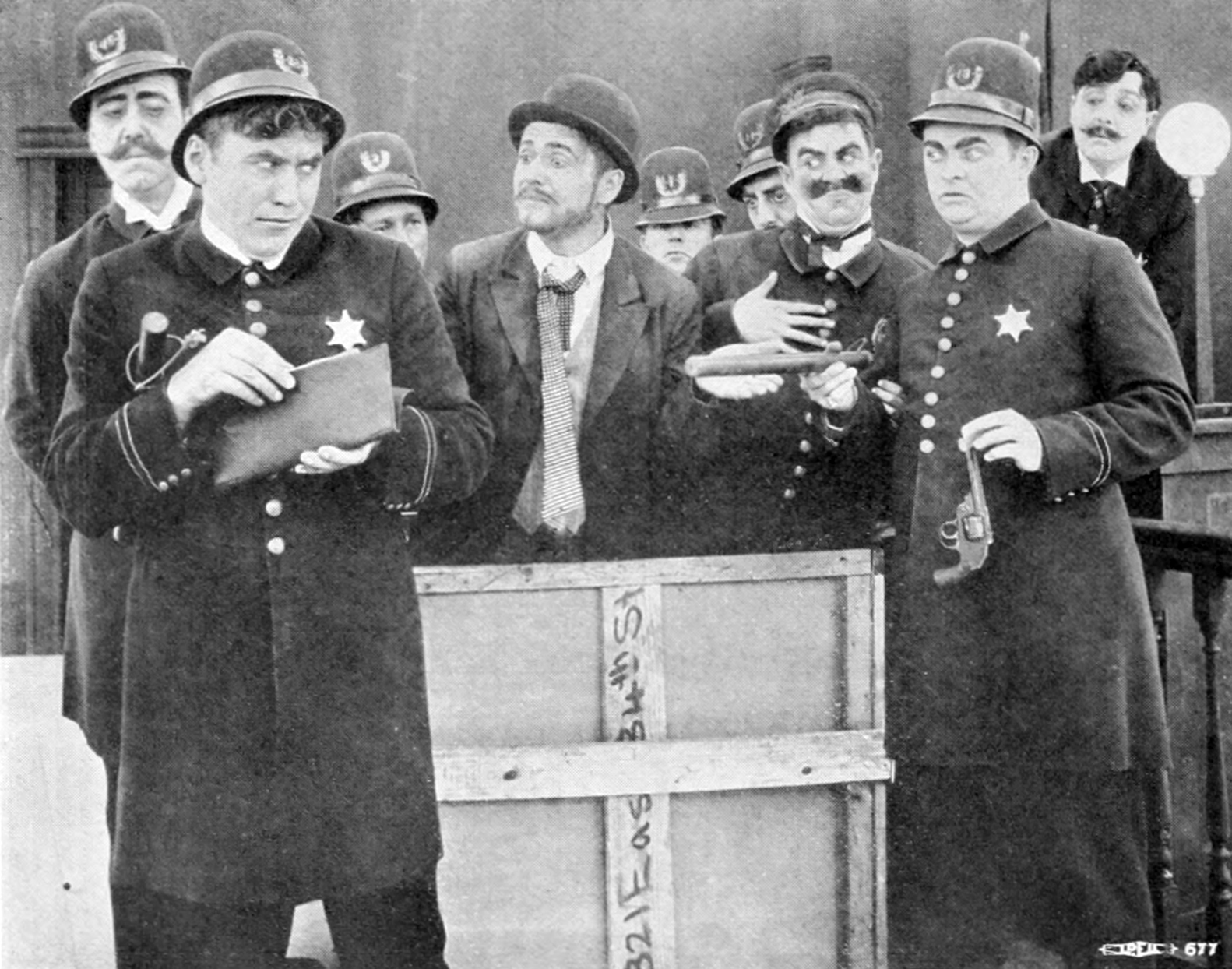
پلیس‌های کی‌استون در فیلم کیف پول دزدیده‌شده (۱۹۱۳). (از چپ به راست): رابرت زی. لنرد، مک سنت، بیل هابر، هنری لرمن، ⸻ مک‌اَلی، چستر فرانکلین، فورد استرلینگ، فرد میس، و آرتور تاوارس.

پلیس‌های کی‌استون (انگلیسی: Keystone Cops) پلیس‌های خیالی بی‌کفایت و دست‌وپا چلفتی کمدی اسلپ‌استیک بودند که مابین سال‌های ۱۹۱۲ تا ۱۹۱۷ در فیلم‌های کمدی صامت تولیدشده توسط مک سنت و استودیو کی‌استون بازی می‌کردند.

## تاریخچه

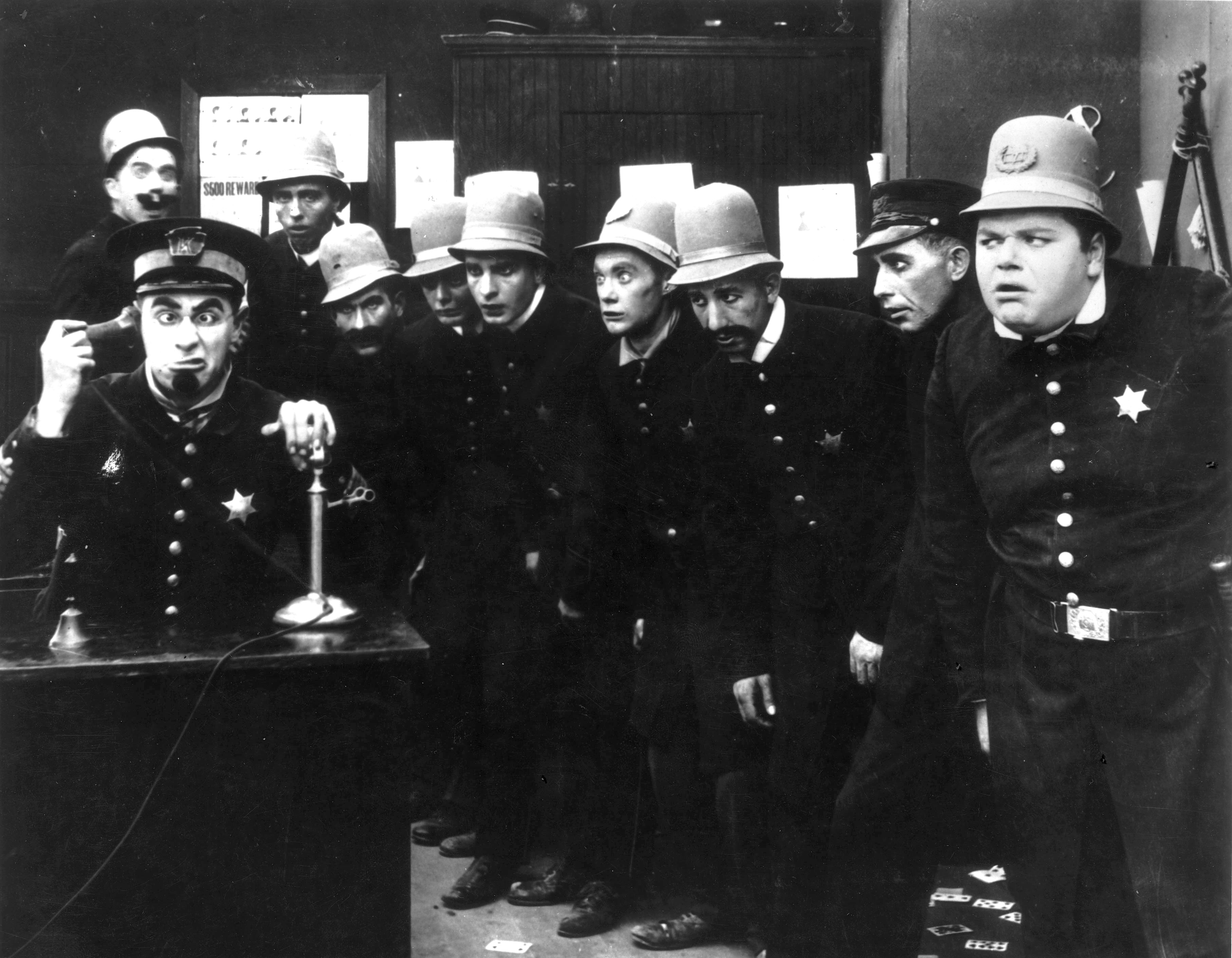
پلیس‌های کی‌استون در صحنه‌ای از فیلم در چنگال تبهکاران (۱۹۱۴). رئیس پلیس (که مشغول تلفن زدن است) فورد استرلینگ است. پلیسی که دقیقاً پست سر او ایستاده، (گوشهٔ سمت چپ عکس) ادگار کندی است. پلیس جوان سمت چپ کندی، رابرت کاکس است. پلیس تنومند در منتهی‌الیه سمت راست، راسکو آربوکل است. پاسبان جوان با چشمان برآمده (چهارمین نفر از سمت راست) خواهرزاده آربوکل، اَل سنت جان است. بازیگران نقش پلیس‌های کی‌استون فیلمی به فیلم دیگر متغیر بود. بسیاری از اعضای آن نیز، بازیگرانی روزمزد بودند که نامشان ناشناخته مانده‌است.

فکر ایجاد این بازیگران نقش پلیس از هنک من بود و نامشان از استودیو کی‌استون الهام گرفته شد. نخستین فیلم آنان میراث هافمایر نام داشت و هنک من در آن نقش رئیس پلیس را بازی می‌کرد. شهرت این گروه از سال ۱۹۱۳ با فیلم پلیس بنگفیل با هنرنمایی میبل نورماند فراگیر شد که در آن فورد استرلینگ نقش رئیس پلیس را بازی کرده بود. از سال ۱۹۱۴ مک سنت وظیفهٔ این بازیگران را از ایفای نقش‌های اصلی به ایفای نقش‌های فرعی در فیلم‌های هنرمندانی چون چارلی چاپلین و راسکو آربوکل تغییر داد. آنها سپس در فیلم‌هایی چون عشق جریحه‌دارشده تیلی، قهرمان جدید میبل، امرار معاش، ولگرد کوچولو، در چنگال تبهکاران و نفرین میبل در کنار بازیگرانی چون، ماری درسلر، میبل نورماند، چارلی چاپلین، اَل سنت جان هنرنمایی کردند. برخی از بازیگران کمدی همچون چستر کانکلین، جیمز فینلیسون، فورد استرلینگ از پلیس‌های کی‌استون بودند و دل لرد نیز برخی از فیلم‌های آنان را کارگردانی نمود.
پلیس‌های کی‌استون اصلی در آغاز جورج جسک، بابی دان، مَک رایلی، چارلز آوری، اسلیم سامرویل، ادگار کندی و هنک من بودند. در سال ۲۰۱۰ یک فیلم گمشده کوتاه به نام گرفتن دزد در یک حراجی در شهر میشیگان کشف شد که در سال ۱۹۱۴ ساخته شده بود و بازیگرانی چون فورد استرلینگ، مک سوین، ادگار کندی و اَل سنت جان در آن حضور دارند. آنچه جالب است این است که چارلی چاپلین در این فیلم به عنوان یکی پلیس‌های کی‌استون ظاهر شده‌است.

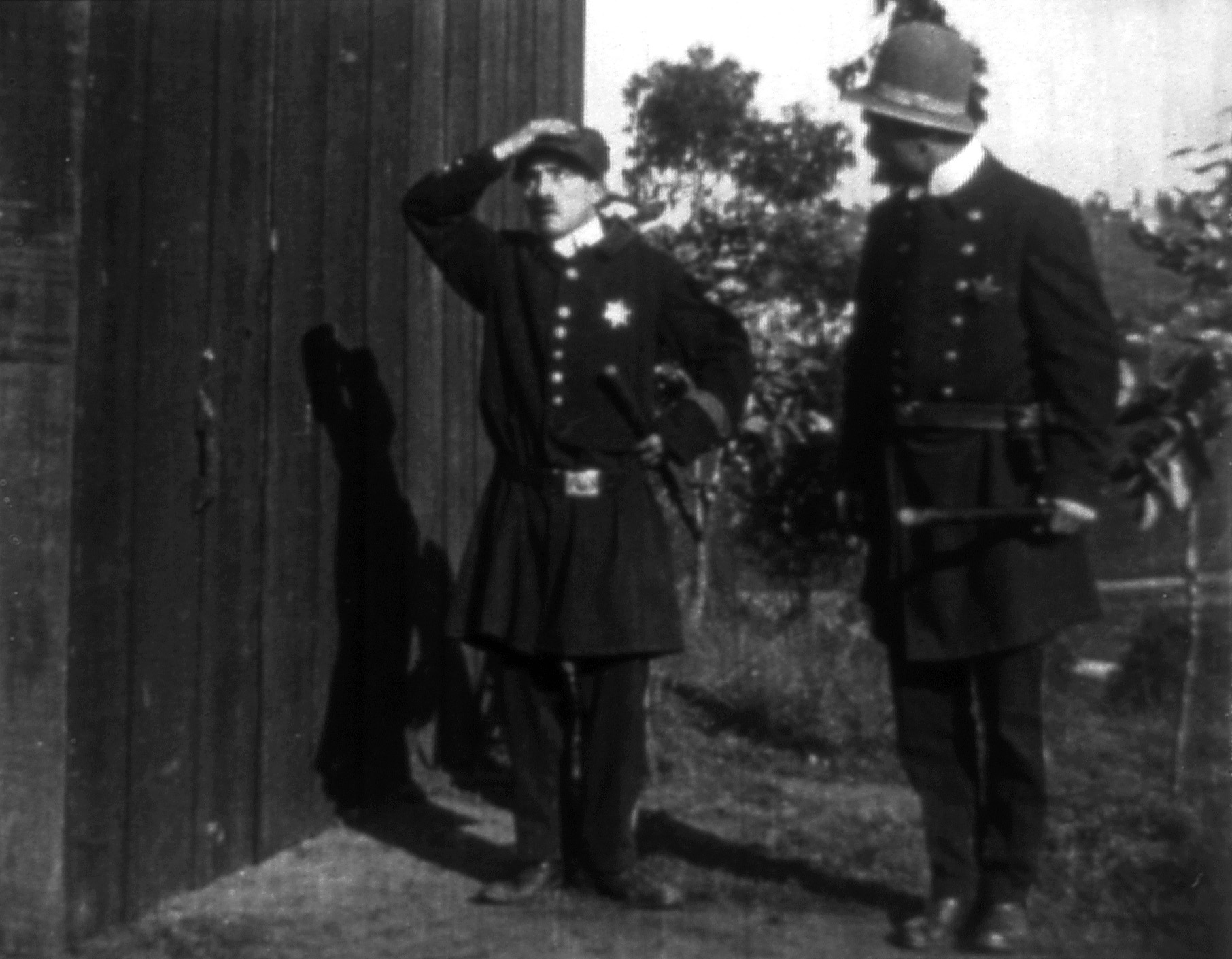
صحنه‌ای از فیلم کوتاه گرفتن دزد (۱۹۱۴) که در آن چارلی چاپلین یک پلیس کی‌استون است

در سال‌های بعد، حضور پلیس‌های کی‌استون در فیلم‌های دیگری بازسازی شد. برخی از این فیلم‌ها عبارتند از هتل کی‌استون (۱۹۳۵)، ماجرای پرشور هالیوود (۱۹۳۹)، ملاقات ابوت و کاستلو با پلیس‌های کی‌استون (۱۹۵۵)، شب‌زنده‌داری با بزن و بکوب (۱۹۶۴) و فیلم صامت (۱۹۷۶).